# StarHit
«СтарХит» (англ. StarHit; ранее — «StarHit. Журнал Андрея Малахова», Zephir) — российское интернет-издание (ранее — еженедельный журнал), основанное в 2007 году журналистом и телеведущим Андреем Малаховым. Входит в состав медиакомпании Shkulev Media Holding.

## Об издании
Первый выпуск журнала вышел 22 ноября 2007 года в формате глянцевого еженедельника. Первоначально журнал назывался Zephir, позже был переименован в StarHit. По мнению Андрея Малахова, данное название «наиболее яркое». Издание специализируется на новостях шоу-бизнеса, освещении скандальных событий и публикует эксклюзивные интервью со знаменитостями.
27 ноября 2017 года журнал отметил десятилетие своего существования в московском Мультимедиа-арт-музее. 9 декабря 2019 года Андрей Малахов заявил об уходе с поста главного редактора журнала и о прекращении выпуска печатной версии с 1 января 2020 года.
По данным исследовательской компании Mediascope, в мае — октябре 2019 года StarHit входил в пятёрку самых популярных в России изданий о звёздах.

## Критика
Российские звёзды кино, культуры и шоу-бизнеса часто обвиняли журнал в «распространении сплетен, клеветы и недостоверной информации». Среди исковых заявителей — Максим Галкин, Яна Рудковская, Агата Муцениеце, Дмитрий Ланской. В некоторых судебных процессах они проигрывали.